# Mogo mogo
El mogo mogo es una preparación culinaria similar a un puré de plátano, típica del sur y centro del golfo de México, en México. Las bananas se cuecen, se machacan y se fríen con mantequilla y sal.
Se trata de uno de los pocos platillos mexicanos de herencia africana. Durante la época del Virreinato, llegaron a México esclavos negros del África (aunque en mucha menor cantidad que a otros países latinoamericanos), cuyos descendientes son los actuales afromexicanos. Sobre todo llegaron al puerto de Veracruz, por eso en esta ciudad existe una fuerte presencia de gastronomía criolla, que es la mezcla de sabores de las tres culturas: americana, africana y europea.

## Preparación
Se cuecen los plátanos con su piel en agua hirviendo. Cuando la piel haya reventado, indicará que ya se cocieron. Con el prensapuré, se machacan los plátanos junto con la mantequilla a temperatura ambiente, y se mezclan con una pizca de sal.
Es necesario que este puré se endurezca antes de ser frito, por lo que se debe dejar reposar en el refrigerador, pero no sin antes cubrirlos/untarlos con los frijoles refritos. Una vez fríos, se fríen y se sirven con crema y/o queso.

## Lectura complementaria
- López, D. M. (2015). «La influencia de los afromestizos en la gastronomía de Veracruz». Cocinas de México (Culinary Art School). Consultado el 4 de julio de 2020.

- Datos: Q96064375